# Liparis sula
Liparis sula är en orkidéart som beskrevs av Nicolas Hallé. Liparis sula ingår i släktet gulyxnen, och familjen orkidéer. Inga underarter finns listade i Catalogue of Life.